# منا رمضانی
منا رمضانی یک بازیکن والیبال اهل ایران است. وی عضو تیم ملی والیبال امید (زیر ۲۳ سال) دختران ایران است. وی از خردادماه سال ۱۳۹۶ به مدت یک سال از کلیه فعالیت‌های رشته ورزشی والیبال محروم شده‌است.